# فرایبورگ (نیدرزاکسن)
فرایبورگ (به آلمانی: Freiburg/Elbe) یک منطقهٔ مسکونی در آلمان است که در Nordkehdingen واقع شده‌است. فرایبورگ ۱٬۸۶۴ نفر جمعیت دارد.